# 省长 (中国)
省長是省政府的首長，為一省的最高行政長官，在不同時期也稱為省政府主席。廣義上還可以表示省級行政區行政首長，即除了狹義之省人民政府省長，還包括直轄市人民政府市長、自治區人民政府主席及特別行政區行政長官。

## 歷史
中國行省制度源自於元朝，並於明清兩代沿革發展，成為現代中國的行政體制。元朝建立設置中書省總領政務，稱為“都省”，設有10個行中书省。
明代改行中书省为承宣布政使司，共有十三布政使司，习惯上仍称“行省”，最高官員為布政使。清代基本上延续明朝的行政区划，最高官員仍為布政使，初設为内地十八省，后增至二十二行省。

## 近代中國的不同時期

### 中華民國大陸時期
1911年武昌起义後，中国各省陸續脫離大清統治，宣布独立並联合构建中华民国，初期大致上仍承襲清朝舊制，設有22省。1913年1月，北洋政府颁布组织命令，按“地方军民分治”规定，各省设行政公署负责全省行政政務，由大总统袁世凯任命负责人为民政长。1914年颁布《省官制》，民政长改称为巡按使。1916年袁世凯逝世後，第二任大总统黎元洪頒令，將各省行政長官改称为省长。
北洋政府時期，各省军阀勢力割据地方，其時与省长平起平坐的军事长官为都督，及后改称为将军和督办，末期改称为督军。由於社會局勢的不穩定影響，督軍實際上掌握行政实权，負責處理稅收、警務、官員任免、民政等工作，掌控社會秩序、發展經濟和文化教育等職責，架空省長的行政權力，省長實際上沦为虚职。
1926年至1928年期間，国民政府組織國民革命軍發起北伐战争，完成名義上的统一中国。此後各省的軍務和政務整合，新设各省政府的行政首長為省政府主席，簡稱之為省主席，使之成为实权首长，撤銷與省長平級的督军职位。 根據1925年初訂的《省政府組織法》規定，省政府由民政廳、財政廳、教育廳、建設廳、商務廳、農工廳、軍事廳組成，各廳設有廳長，聯合組成省務會議，併舉一人為主席。
1945年至1949年間，中華民國政府公告的一級行政區劃有35個省、1個特別行政區、12個院轄市及2個地方。根據1944年4月修訂的《省政府組織法》規定，省政府設置7人至11人組織省政府委員會，由行政院會議議決並提請國民政府任命，設置一人為主席。省主席的職權包括召集省政府委員會處理省務、執行省政府委員會的議決案，以及監督所屬行政機關執行有關職務。
1949年底國民政府撤退臺灣時，僅轄有臺灣省全境，以及江蘇、浙江、福建、廣東、雲南及西康等省份的部分區域尚在其控制之下；1955年之後，中華民國的實際所轄省份餘臺灣、福建二省，其中福建省僅轄金門群島、烏坵嶼、馬祖列島。儘管中國大陸各省政府的編制已經陸續縮編、裁撤，但直到2005年10月行政院主計處（今行政院主計總處）主管的「中華民國各省（市）縣（市）行政區域代碼」公告停止適用後，其建制才正式撤銷。
| 12直轄市 - 南京市 - 上海市 - 北平市 - 青島市 - 天津市 - 重庆市 - 大連市 - 哈爾濱市 - 漢口市 - 廣州市 - 西安市 - 瀋陽市 | 35省、2地方、1特別行政區 - 江蘇省 - 浙江省 - 安徽省 - 江西省 - 湖北省 - 湖南省 - 四川省 - 西康省 - 福建省 - 臺灣省 - 廣東省 - 廣西省 - 雲南省 - 貴州省 - 河北省 - 山東省 - 河南省 - 山西省 - 陝西省 - 甘肅省 - 寧夏省 - 青海省 - 綏遠省 - 察哈爾省 - 熱河省 - 遼寧省 - 安東省 - 遼北省 - 吉林省 - 松江省 - 合江省 - 黑龍江省 - 嫩江省 - 興安省 - 新疆省 - 西藏地方 - 蒙古地方 - 海南特別行政區 |

### 滿洲國
1931年發生九一八事變，隔年日軍佔領東北地區，扶植溥儀成立满洲國。1932年（大同元年）3月9日，滿洲國國務院將省政府改稱為省公署，區劃分為14省、2特別市，之後更改為19省、1特別市。

### 中華蘇維埃共和國
第一次國共內戰期間，中國共產黨成立中華蘇維埃共和國割據政權，先後轄有18省、4直轄縣，成立蘇維埃政府，行政長官為蘇維埃政府主席。

### 中華共和國
1933年11月福建駐軍發動福建事變，成立中華共和國人民革命政府，轄有4省、2特別市。
| 名稱   | 省會 | 省長   | 副省長 |
| ------ | ---- | ------ | ------ |
| 闽海省 | 闽侯 | 何公敢 | 阮淑清 |
| 延建省 | 延平 | 萨镇冰 | 郭冠杰 |
| 兴泉省 | 晋江 | 戴戟   | 陈公培 |
| 龙汀省 | 龙溪 | 许友超 | 徐名鸿 |

### 中央苏区
中央苏区是中国共产党建立最大的革命根据地，主要位于赣南和闽西地区，1933年秋设有江西、福建、闽赣、粤赣4省，成立省级苏维埃政府，设有相应的党政军机构。

### 陕甘宁边区
陕甘宁边区是位于中国西北的自治地方，包括陕西省北部、甘肃省东部和宁夏省东部，由国民政府及中国共产党领导管辖。1935年，中共中央将陕甘宁苏区划分为2省、3特区；1937年间，为消除与国民政府的政治对立，取消省、特区的设置，改为分区，行政层级依次是边区、行政区、专区、县，设有相应的党政军机构。分区行政机构称为行政督察专员公署，在其所辖区域内代行省政府的职权，设行政公署主任一人。

### 解放区
第二次国共内战期间，中国共产党控制区被国统区所分割，出于现实环境的需求，中共政权在省内设立行政公署领导地方政权，管辖区域即是行署区。随着内战形势转变，解放区日益扩大，逐步完成对一省的攻占，并已超出一省范围，于是出现超越省际范围的大行政区。
中华人民共和国建立初期，“行政区”为正式行政区单位名称。在其行政区划体系中，大行政区为一级行政区，省为二级行政区，与省同级的行政区为省级行署区。

### 文化大革命
文化大革命期間，中國各省和地方行政部門的組織稱為革命委員會，是由群眾組織奪取各級人民政府的權力，組織效法巴黎公社的「大民主」政權機構，委員會的負責人為主任。

## 現況

### 中华人民共和国
中华人民共和国成立后，各省成立省人民政府，行政首长为省人民政府主席，之后改称为省人民政府省长。省长与市长、县长等各级地方行政首长类似，由地方各级人民代表大会通过差额选举产生。地方各级人民代表大会在一定条件下，可提出本级人民政府行政首长的罢免案:61。
中共中央提出“党领导一切”的治国方针，共产党掌握绝对的权力，省委负责全面的工作，拥有最高的领导权，与省人大、省人民政府、省政协组成“四套班子”；但是，人大没有行政职能，人民政府才有行政职能。因此省委书记是地方行政一把手，省长为省人民政府一把手、地方行政二把手。
现在，全中华人民共和国实际辖有33个省级行政区，包括22个省、4个直辖市、5个自治区、2个特别行政区。省级行政区领导人为第三级公务员，即省部级正职，與国务院各部委正职同級。省长在本级的中国共产党地方委员会中一般兼任常务委员，党内职务多仅次于黨委書記:62。所以，省长一般兼任中国共产党省級黨委的副书记，“省委副书记、省长某某某”是媒体上经常出现的称谓用法。
| 4直辖市 - 北京市 - 天津市 - 上海市 - 重庆市 | 22省 - 河北省 - 山西省 - 辽宁省 - 吉林省 - 黑龙江省 - 江苏省 - 浙江省 - 安徽省 - 福建省 - 江西省 - 山东省 - 河南省 - 湖北省 - 湖南省 - 广东省 - 海南省 - 四川省 - 贵州省 - 云南省 - 陕西省 - 甘肃省 - 青海省 | 5自治区 - 内蒙古自治区 - 广西壮族自治区 - 西藏自治区 - 宁夏回族自治区 - 新疆维吾尔自治区 | 2特别行政区 - 香港特别行政区 - 澳门特别行政区 |

注：台湾省未实际统治，不设行政长官。

### 中華民國
國府遷台之後，中華民國僅存臺灣、福建兩省，由行政院院長提請總統任命省府主席，掌理省政府轄屬的各項政務。兩省政府現在實質上已同裁撤，但由於省政府是憲政機關，未經修憲不得廢除，故名義上「省政府」名稱及「省主席」職銜仍然存在。
1994年12月21日，臺灣省政府改制直選省長，法定任期4年。1998年實施省虛級化方案，臺灣省政府移除地方自治團體的地位，省政府在修法後仍具有公法人之身分，但成為行政院的派出機關，政策制定與人事任命權均由中央政府掌握。2018年7月1日，臺灣省機關預算歸零，所有員額與業務由中央政府相關部會承接，行政院不再派任省政府主席。
國府遷台之後的福建省政府僅管轄金門縣和連江縣部分地區，行政機關於1956年7月實施戰地政務而虛級化，並遷至臺灣省辦公。1992年11月7日，金馬地區戰地政務終止，福建省政府於1996年1月15日遷回金門縣，但省政府仍維持精簡化的編制。2017年1月18日，行政院金馬聯合服務中心接手執行行政業務，省政府主席職位懸缺。2019年起省政府預算歸零，正式歸入行政院業務預算。
臺灣省歷史上僅有宋楚瑜一人擔任過民選省長，其他均為總統任命委派「省主席」，故此宋楚瑜有「台灣省長」的代稱；福建省政府從未舉行過省長民舉，亦無「省長」之職稱。
| 轄區       | 職稱           | 姓名     | 出缺日期 （懸缺時間）       | 來源出處 |
| ---------- | -------------- | -------- | --------------------------- | -------- |
| 臺灣省區域 | 臺灣省政府主席 | （懸缺） | 2018年6月30日 （7年11天）   | [ 7 ]    |
| 福建省區域 | 福建省政府主席 | （懸缺） | 2018年12月31日 （6年191天） | [ 8 ]    |

注：仅列出实际统治的省份。